# Campbell Newman
Campbell Newman (ur. 12 sierpnia 1963 w Canberze) – australijski polityk, członek Liberal National Party of Queensland (LNP), a wcześniej Liberalnej Partii Australii (LPA). W latach 2004-2011 był Lordem Burmistrzem Brisbane. W latach 2011-2015 był liderem LNP, a od 26 marca 2012 do 14 lipca 2015 premierem stanu Queensland.

## Życiorys

### Pochodzenie
Pochodzi z rodziny o tradycjach politycznych. Zarówno jego ojciec Kevin Newman, jak i matka Jocelyn Newman, byli członkami Parlamentu Australii - ojciec Izby Reprezentantów, a matka Senatu Australii. Dodatkowo Kevin zasiadał w rządzie Malcolma Frasera, a Jocelyn w rządzie Johna Howarda. Jako dziecko Campbell dzielił czas między Tasmanię, gdzie oboje rodzice mieli swoje okręgi wyborcze, a Canberrę, gdzie musieli przebywać ze względu na obowiązki rządowe i parlamentarne.

### Kariera wojskowa i zawodowa
Młody Newman zdecydował się na karierę wojskową, którą zaczął od nauki w Royal Military College, Duntroon, szkole oficerskiej dla żołnierzy wojsk lądowych. Ukończył ją w 1985 w stopniu porucznika. Równolegle odbywał studia w zakresie inżynierii na University of New South Wales. Służył w wojsku jeszcze przez osiem lat, opuścił je w 1993, mając 30 lat i stopień majora. Po przejściu do cywila osiadł w stanie Queensland, gdzie uzyskał dyplom MBA na University of Queensland, po czym związał się z biznesem, a ściślej z sektorem usług dla rolnictwa.

### Kariera polityczna
Karierę polityczną rozpoczął w 2004, kiedy to w barwach Liberalnej Partii Australii, stronnictwa swoich rodziców, wystartował z powodzeniem w wyborach na urząd Lorda Burmistrza Brisbane, stojącego na czele City of Brisbane, największego pod względem ludności samorządu lokalnego w Australii, obejmującego całą centralną część aglomeracji Brisbane. W 2008 struktury LPA w stanie Queensland połączyły się z komórkami Narodowej Partii Australii, tworząc LNP. 2 kwietnia 2011 Newman został wybrany na lidera tego ugrupowania, zaś niecały rok później poprowadził je do przytłaczającego zwycięstwa w wyborach stanowych, w których partia zdobyła 78 na 89 mandatów w parlamencie stanu. 26 marca 2012 został zaprzysiężony na 38. w historii premiera Queensland, zastępując pierwszą kobietę na tym stanowisku, Annę Bligh.
W wyborach w 2015 Newman stracił swój mandat parlamentarny, co automatycznie wykluczało możliwość dalszego pełnienia przez niego urzędu premiera stanowego. Jego następczynią została Annastacia Palaszczuk, stanowa liderka Australijskiej Partii Pracy (ALP).